# Tùng Dương

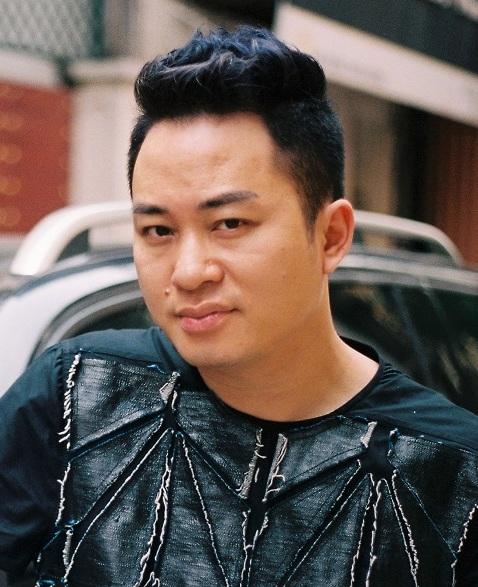
Tùng Dương (2020)

Nguyễn Tùng Dương (* 18. September 1983 in Bắc Ninh, Vietnam) ist ein vietnamesischer Sänger, dessen Repertoire unterschiedliche Genres umfasst, neben traditioneller Musik u. a. Pop, Jazz, zeitgenössischen Folk, New Age, Elektronik und Weltmusik.

## Leben
Tùng Dương kam bereits als Kind durch seinen Großvater, den Musiker Trần Hoàn, mit Musik in Berührung. Während seiner Schulzeit lebten seine Eltern zeitweise in Russland. Von dort schickten sie ihm Schallplatten mit Jazzmusik, die seinen künftigen Stil prägten. Im Alter von zwölf Jahren gewann er im vietnamesischen Fernsehen als Sänger eine Silbermedaille und trat als jüngstes Mitglied der Gruppe Đoàn Ca múa nhạc Việt Nam in Moskau auf.
Von 1999 bis 2007 studierte er am Konservatorium Hanoi (heute: Nationale Musikakademie Vietnam; Học viện Âm nhạc Quốc gia Việt Nam). In dieser Zeit gewann er bei Gesangswettbewerben in Hanoi mit Songs von Lê Minh Sơn zwei Dritte (1999 und 2001) und einen Ersten Preis (2003). Auch sein Debütalbum Chạy trốn entstand in Zusammenarbeit mit Lê Minh Sơn. Später experimentierte er mit Kompositionen u. a. von Ngọc Đại, Như Huy, Giáng Son und Lưu Hà An. 2010 veröffentlichte er in Zusammenarbeit mit Nguyễn Công Phương Nam und einem deutschen Team das Album Li ti mit elektronischer Musik, welches das Album des Jahres beim Giải thưởng Âm nhạc Cống hiến (Preis für Musikengagement) wurde und ihm die Auszeichnung als Sänger des Jahres brachte. Erfolgreich waren auch gemeinsame Auftritte mit Thanh Lam, Lê Cát Trọng Lý und Nguyên Lê.